# ガイウス・カルプルニウス・ピソ
ガイウス・カルプルニウス・ピソは、1世紀のローマの元老院議員である。彼は西暦65年の「ピソの陰謀」の中心的人物であり、これは皇帝ネロに対する最も有名で広範な企みであった。

## 性格と前半生
ピソはローマ全国で非常に人気があった。彼は執政官ルキウス・カルプルニウス・ピソの息子であり、父親から有力家門とのコネクションを引き継ぎ、母親からは豊富な財力を継承した。ピソは、古くて高貴な家系であるカルプルニウス家の出身で、彼はすべてのローマ社会階級中の多くの人々に対し、大きな財産を分け与えた。幅広い趣味を持ち、悲劇の舞台で歌を歌い、詩を書き、ドラフツの名手として鳴らし、バイアで別荘を所有した。彼の妻リキニアは執政官マーカス・リキニウス・クラッスス・ディーウェスの娘であり、元老院議員であるマーカス・リキニウス・クラッスス・フルーギの姉である。
ピソは背が高く、見栄えが良く、親切であり、裁判所では優れた告発者であり弁護人だった。これらの事実にもかかわらず、ピソの全体的な清廉さは疑わしいものだった。タキトゥスによれば、ピソは雄弁を使って仲間の市民を守り、寛大で優雅な演説を行ったが、真摯さに欠け、過度な誇張が含まれていた。西暦40年、皇帝カリグラはピソの妻に懸想し、ローマからピソを追放した。カリグラはピソの妻を彼から去らせ、ピソの追放の理由を確立するために、彼女と姦通したと非難した。ピソは、カリグラ暗殺の1年後にローマに戻された。

## 「ピソの陰謀」と死
西暦41年に皇帝クラウディウスはピソをローマに呼び戻し、彼を共同執政官に任命した。ピソはその後、皇帝ネロの治世中に有力な元老院議員になり、西暦65年には「ピソの陰謀」として知られる、皇帝ネロ殺害の陰謀を主導した。
ピソは権力を得るために、皇帝ネロに対する元老院議員の怒りを利用した。すでに西暦62年には、元老院議員、貴族、騎士階級の人々は仲間内で、ネロがローマを台無しにしたと話し合っていた。西暦65年まで、ローマ大火とキリスト教徒の迫害にローマ市民は耐えていた。これを受け、ピソをリーダーとする共謀者たちは皇帝ネロ殺害を目標に計画を進めていった。
西暦65年4月19日、解放奴隷ミリクスがピソの皇帝殺害計画を密告し、共謀者たちは全員逮捕された。全部で19人が処刑され、13人が追放されたことで、この陰謀の大きさが暴露された。ピソは自死を命じられ、自殺した。
ピソの遺児カルプルニウス・ピソ・ガレリアヌスは、リキニア・マグナとルキウス・カルプルニウス・ピソの娘であるカルプルニアと結婚し、57歳で執政官に選出された。彼は皇帝ウェスパシアヌスと対立し、70歳で処刑された。

## 注記
- ピソは、おそらくメリボエウスの名前でカルパニウス・シクルスによって言及されたものであり、彼はペノスの賞賛に基づいて、デ・ロウド・ピソニズムの主題である。
- 同名の別のローマ人の政治家として、紀元前67年にManius Acilius Glabrioと共に執政官を務めた者がいる。
- 同名の別のローマ人に、ヌマンティア戦争の将軍がいる。彼はスキピオ・アエミリアヌスを後任の司令官にした。